# Festival Internacional de Cinema d'Antofagasta
El Festival Internacional de Cinema de Antofagasta, també conegut com FICIANT, és un festival de cinema realitzat anualment a la ciutat de Antofagasta, situada al nord de Xile. La seva primera versió es va dur a terme l'any 2004.
FICIANT, és un esdeveniment cultural que aspira a transformar-se en el més important del Nord del país, buscant la integració de tota Llatinoamèrica a través del setè art. Per a això, organitza mostres i exhibicions audiovisuals, provinents de diversos països, acompanyades sempre de convidats que puguin compartir les seves experiències amb els audiovisualistas i els joves de la Regió. A més de la seva competència internacional, i extensions en les comunes costaneres de Taltal, Mejillones i Tocopilla, FICIANT ofereix nombroses activitats paral·leles de caràcter formatiu, com ara seminaris, tallers, xerrades i fòrums debat, les quals han contribuït al desenvolupament de talents audiovisuals compromesos amb les seves arrels i la seva història.

## Història
Entre els anys 2002 i 2004, la destacada realitzadora antofagastina Adriana Zuanic va ser Presidenta d'un Projecte de Foment de Corfo per a incentivar un Pol de Desenvolupament Audiovisual al Nord de Xile a la ciutat d'Antofagasta, convertint-se en la Presidenta de la Corporació pel Desenvolupament Audiovisual d'Antofagasta. Zuanic, somiava a convertir el nord de Xile en un gran pol de desenvolupament cinematogràfic, aconseguint instaurar la ciutat com una vitrina del treball que es produeix a la regió, projectant-la cap al món i aglutinant la saba jove de realitzadors emergents. Per a això, creia que era necessari generar una discussió entorn de la riquesa d'Antofagasta, principalment de les seves locacions i del seu patrimoni, aconseguint produccions audiovisuals competitives i consistents, sembrant d'aquesta manera un llegat per a les futures generacions. Va ser així que va néixer, a través de la Corporació, i amb suport de fons públics i privats, el Primer Festival Internacional de Cinema d'Antofagasta, dut a terme en les dependències de CineMundo Antofagasta Shopping.
L'any 2006, després de la realització de dues edicions (2004 i 2005), i per diferències en l'organització del festival, la directora va abandonar el seu càrrec i va seguir el seu propi camí al costat d'un sector de l'organització, duent a terme el Festival Internacional de Cinema del Nord de Xile (FICNORTE).
L'any 2007, l'Agrupació per al Desenvolupament Audiovisual d'Antofagasta (APDA), organisme sense fins de lucre que té com a objectiu enfortir la identitat regional, desenvolupant la producció audiovisual, encapçalada en aquest moment per Maurici Líban, va gestar una nova versió del Festival (III edició), ara anomenat FICIANT (per a diferenciar-lo de FICNORTE).
Actualment, l'organització del Festival està a càrrec d'un treball mancomunat entre les empreses A&L Líban Audiovisuals i Mitjans, Antofagasta TV, GPD i la Universitat de la Mar. Aquesta iniciativa cultural, compta amb el finançament de la Il·lustre Municipalitat de Antofagasta i el FNDR 2% de Cultura.

## Confusió entre FICIANT i FICNORTE
Cal assenyalar que, per a efectes de comptatge en les edicions dels seus festivals, l'organització de FICNORTE també considera a les dues primeres versions (2004 i 2005) com a pròpies. Això sol portar a confusió, ja que tots dos festivals es van començar a realitzar de manera paral·lela i de forma totalment independent l'u de l'altre, considerant tots dos a les dues primeres edicions com a pròpies.
Per a un millor enteniment:
| Any  | FICIANT                              | FICNORTE                             |
| ---- | ------------------------------------ | ------------------------------------ |
| 2004 | 1r Festival (FICIANT 1 o FICNORTE 1) | 1r Festival (FICIANT 1 o FICNORTE 1) |
| 2005 | 2n Festival (FICIANT 2 o FICNORTE 2) | 2n Festival (FICIANT 2 o FICNORTE 2) |
| 2006 |                                      | FICNORTE 3                           |
| 2007 | FICIANT 3                            | FICNORTE 4                           |
| 2008 |                                      | FICNORTE 5                           |
| 2009 |                                      | FICNORTE 6                           |
| 2010 | FICIANT 4                            |                                      |
| 2011 | FICIANT 5                            | FICNORTE 7                           |
| 2012 | FICIANT 6                            | FICNORTE 8                           |
| 2013 |                                      | FICNORTE 9                           |

## Edicions
El festival es realitza anualment durant una setmana del segon semestre de cada any, normalment durant el mes de novembre.
| Edició | Data          | Any  | Guanyadora internacional | Guanyadora nacional | Ref.  |
| ------ | ------------- | ---- | ------------------------ | ------------------- | ----- |
| 1a     | 27/07 - 31/07 | 2004 | Suite Habana             | ---                 | [ 3 ] |
| 2a     | 02/08 - 06/08 | 2005 | Whisky                   | ---                 | [ 4 ] |
| 3a     | 09/10 - 13/10 | 2007 | Mariposa negra           | ---                 | [ 5 ] |
| 4a     | 09/11 - 13/11 | 2010 | ---                      | Post mortem         | [ 6 ] |
| 5a     | 22/11 - 26/11 | 2011 | Los viejos               | Zoológico           | [ 7 ] |
| 6a     | 13/11 - 18/11 | 2012 | Polvo                    | Aquí estoy, aquí no | [ 8 ] |

## Seus
Les seus oficials del festival són les següents:
- Cine Hoyts Mall Plaza Antofagasta
- Saló Auditorio Balmaceda Arte Joven Sede Antofagasta
- Sala Auditorio, Municipalitat d'Antofagasta
- Parc Cultural Ruïnes de Huanchaca